# Sous-station Opéra
La sous-station Opéra est un immeuble situé à Paris, 9e arrondissement, en France. Il abritait un transformateur électrique convertissant le courant électrique pour les besoins du métro de Paris.

## Localisation
L'immeuble est situé dans le 9e arrondissement de Paris, au 41 de la rue de Caumartin.

## Description
La sous-station présente une façade vitrée à pans de fer.

## Historique

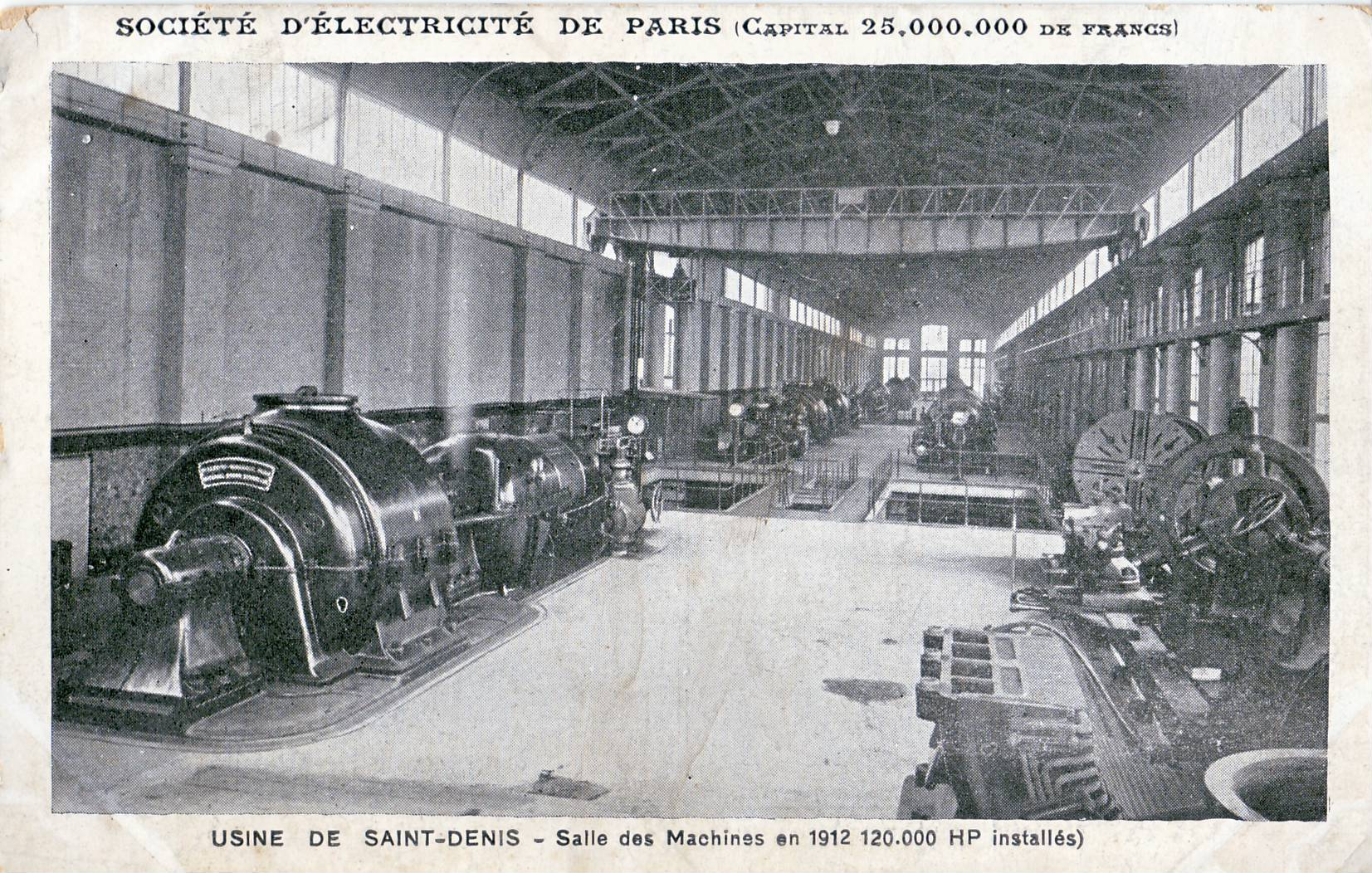
Salle des alternateurs de la centrale électrique de Saint-Denis en 1912.

Le bâtiment est construit en 1903 par l'architecte Paul Friesé pour la Compagnie du chemin de fer métropolitain de Paris, la première d'une série de sous-station construites par l'architecte pour l'alimentation du métro parisien. Il est surélevé en 1914 et modifié en 1927 et 1972.
Il fait partie des anciennes sous-stations électriques. À l’intérieur, on trouvait, jusqu’au milieu du XXe siècle, une immense salle des machines composée de quatre commutatrices. Ces dernières étaient capables de convertir le courant alternatif à haute tension fourni par la centrale thermique de Saint-Denis en courant continu à basse tension utilisable par les engins moteurs. Pendant un demi-siècle, ces sous-stations ont ainsi fourni l’électricité nécessaire au fonctionnement du métro parisien depuis l’ouverture de la première ligne le 19 juillet 1900.
L'édifice est inscrit au titre des monuments historiques en 1992.
Le bâtiment n'a plus sa fonction primitive puisque le courant de traction est fourni directement en basse tension. L'immeuble est occupé par des locaux de la RATP.